# تربة (حائل)
تربة مركز في منطقة حائل في شمال سعودية، تقع في شمال شرقي مدينة حائل. بلغ عدد سكانها عام 2020 ما يقارب 10677 مواطن و518 مقيم أجنبي. تتبعها قرى الزبيرة وقرية جبلة وقرية الحيانية وقرية وسيط وقرية جبيلة وقرية قليب ربيع وقرية مشاش الدحيلان والمنطقة السكنية لأسمنت حائل، يدخل داخل نطاق المدينة أيضا: محمية الأمام تركي بن عبدالله الملكية، ومحمية الشمال للصيد المستدام ( أول محمية للصيد في المملكة )  

## الموقع الجغرافي
تقع مدينة تربة على على دائرة عرض 28 درجة و 17 دقيقة شمالا وخط طول 42 درجة و 55 دقيقة شرقاً، في سهل منخفض نسبياً يتكون من سطح رملي ثابت وحصى، وتحيط بها الكثبان الرملية من جميع الإتجاهات. وتبعد عن مدينة حائل حوالي 190 كم شمال شرقاً، و90 كم شمال شرق مدينة بقعاء.